# Desert Island Discs
Desert Island Discs è un programma radiofonico inglese, tra i più popolari e duraturi di BBC Radio 4. Il formato del programma prevede che ogni settimana un ospite, chiamato "naufrago", è invitato dal conduttore a scegliere le otto canzoni che avrebbe portato con sé su un'isola deserta. Inoltre, il naufrago può scegliere un libro e un bene di lusso che devono essere inanimati e senza un uso pratico.

## Storia
Il programma ha avuto il proprio debutto il 29 gennaio 1942. Il programma è stato un successo immediato ed è uno dei programmi storici della radio. Il primo ospite è stato il comico statunitense Vic Oliver. Gli ospiti dello show, nel tempo, sono stati figure della politica, della scienza, dell'arte, dell'intrattenimento, della letteratura, della musica e dello sport.